# Кобресаль
«Кобреса́ль» (исп. Club de Deportes Cobresal) — чилийский футбольный клуб из небольшого шахтёрского города Эль-Сальвадор.

## История
Команда была основана 5 мая 1979 года, свой первый матч провела 14 июня того же года. Название клуба происходит от слова «Cobre» — что по-испански значит «медь», которая является главной продукцией шахтёрского города Эль-Сальвадор, матчи «Кобресаль» с командой «Кобрелоа» получили название «Медное дерби».
С 1980 года клуб стал выступать в Примере B, а в 1984 впервые вышел в Примеру, сильнейшей дивизион страны. В 1980-е годы «Кобресаль» дважды стал вице-чемпионом Чили и завоевал национальный кубок. В 1986 году «Кобресаль» принимал участие в розыгрыше Кубка Либертадорес, но вылетел после первого раунда.
В 2015 году «Кобресаль» впервые в своей истории стал чемпионом Чили, победив в Клаусуре.

## Достижения
- Чемпион Чили (1): Кл. 2015
- Вице-чемпион Чили (2): 1984, 1988
- Обладатель Кубка Чили (1): 1987

## Участие в южноамериканских кубках
- Кубок Либертадорес (2):
  - Первый раунд — 1986, 2016
- Южноамериканский кубок (2):
  - Первый раунд — 2014, 2021